# Katharina Schenk
Katharina Schenk (ur. 23 stycznia 1988 w Schkeuditz) – niemiecka polityk, działaczka Socjaldemokratycznej Partii Niemiec (SPD), minister w rządzie Turyngii.

## Życiorys
W 2007 roku uzyskała świadectwo dojrzałości, po czym rozpoczęła studia z zakresu nauk społecznych, politycznych i filozofii na uniwersytetach w Lipsku i Atenach. W latach 2010–2012 kontynuowała edukację na studiach magisterskich z filozofii na Uniwersytecie w Lipsku, uzyskując tytuł magistra sztuki.
Od 2012 do 2017 roku pracowała jako redaktorka w magazynie filozoficznym. W latach 2017–2018 była doradczynią prezydenta miasta, a następnie do 2020 roku pełniła funkcję menedżerki miasta Altenburg.
Do SPD wstąpiła w 2011 roku. W latach 2014–2018 zasiadała w radzie miasta Lipsk. Od 2015 do 2018 roku była członkinią zarządu SPD w Saksonii. W latach 2018–2022 kierowała powiatowymi strukturami partii w Altenburger Land, a od 2022 roku przewodniczy SPD w powiecie Gotha oraz pełni funkcję wiceprzewodniczącej SPD w Turyngii. W latach 2020–2024 była sekretarzem stanu w Ministerstwie Spraw Wewnętrznych i Komunalnych Turyngii. W 2024 roku uzyskała mandat posłanki do landtagu Turyngii.
13 grudnia 2024 roku objęła stanowisko minister ds. społecznych, zdrowia, pracy i rodziny. Od tego samego dnia jest również zastępczym członkiem Bundesratu.

## Życie prywatne
Jest mężatką i ma dwoje dzieci.